# Jedermann
Jedermann (Chiunque, in finlandese Jokamies), Op. 83, è una musica di scena di Jean Sibelius per l'omonimo dramma di Hugo von Hofmannsthal.

## Storia
Sibelius compose l'opera su commissione di Jalmari Lahdensuo per il Teatro Nazionale Finlandese nel 1916. La musica consiste di 16 numeri ed è annotata per coro misto, orchestra, pianoforte e organo. Robert Kajanus diresse l'Orchestra filarmonica di Helsinki nella prima esecuzione al Teatro Nazionale di Helsinki il 5 novembre 1916. Sibelius nel 1925-1926 ne trasse un arrangiamento in tre movimenti per pianoforte: Episodio, Scèna e Canzone.
Dopo la sua prima nel 1916, l'opera divenne una delle sue composizioni più trascurate. Tuttavia è stato considerato un gioiello nascosto.